# Malaxis nidiae
Malaxis nidiae är en orkidéart som beskrevs av Germán Carnevali och Ivón Mercedes Ramírez Morillo. Malaxis nidiae ingår i släktet knottblomstersläktet, och familjen orkidéer. Inga underarter finns listade i Catalogue of Life.